# Friedrich Karl Johann Vaupel
Friedrich Karl Johann Vaupel (23 de mayo de 1876 - 4 de mayo de 1927) fue un botánico y explorador alemán.
Fue un activo investigador de Cactaceae, y recolector de flora de México, entre 1904 y 1907 lo hizo en Samoa.

## Algunas publicaciones

### Libros
- 1903.  Beiträge zur Kenntnis einiger Bryophyten, Inaugural-dissertation. Ed. Druck von V. Höfling. 29 p.

- 1913. Verzeichnis der seit dem Jahre 1903 neu beschriebenen und umbenannten Gattungen und Arten aus der Familie der Cactaceae soweit sie noch nicht in dem ersten Nachtrag zu K. Schumanns Gesamtbeschreibung der Kakteene enthalten sind. Ed. J. Neumann. 4 p.

- Cactaceae andinae. En: Botanische Jahrbücher für Systematik, Pflanzengeschichte und Pflanzengeographie 50 ( 2–3), Beiblatt 111, Leipzig 1913, p. 12–31 (online)

- Die Kakteen. Monographie der Cactaceae. 1925–1926
- La abreviatura «Vaupel» se emplea para indicar a Friedrich Karl Johann Vaupel como autoridad en la descripción y clasificación científica de los vegetales.[1]

Se poseen 446 registros de sus identificaciones y nombramientos de nuevas especies.

## Honores

### Membresías
- Deutsche Kakteen-Gesellschaft, y desde 1910 a 1927 su presidente.[2]

### Eponimia
Género
- (Boraginaceae) Vaupelia Brand[3]

Especies
- (Arecaceae) Clinostigma vaupelii Burret[4]

- (Cactaceae) Coryphantha vaupeliana Boed.[5]

- (Cactaceae) Echinofossulocactus vaupelianus (Werderm.) Croizat[6]

- (Iridaceae) Lapeirousia vaupeliana Dinter[7]

- (Orchidaceae) Grastidium vaupelianum (Kraenzl.) Rauschert[8]

- (Orchidaceae) Robiquetia vaupelii (Schltr.) Ormerod & J.J.Wood[9]